# スキ型4輪駆動水陸両用車
スキ型4輪駆動水陸両用車とは、第二次世界大戦中にトヨタ自動車工業（現 トヨタ自動車）で生産された大日本帝国陸軍の水陸両用輸送車輌である。日本陸軍での秘匿呼称はスキ車。

## 概要
本車は1943年（昭和18年）に就役した。日本陸軍では日中戦争の戦訓から、小川の多い地形では水陸両用輸送ができるトラックが要ることを理解していたが、費用や生産の手間などから開発は後回しとされていた。
1942年（昭和17年）、ガダルカナル島の戦いにおいて、日本軍は海岸に補給物資を揚陸したものの、これらを内陸へ運ぶトラックなどは数が限られていた。輸送できず浜辺に残置された食料や弾薬は、連合国軍艦艇の攻撃で全て破壊された。こうしたことから、沖合の輸送艦や貨物船から内陸の物資集積所に直接物資を送り込めるトラックが必要となった。また水陸両用トラックがあれば、大河に面しても工兵による軍橋や重門橋の支援が不必要となることが期待できた。

## 設計と運用
スキ車は貨物2 tを積載する四輪駆動の水陸両用トラックである。開発製造はかねてから四輪駆動車を研究開発していたトヨタ自動車工業が行なった。本車の基となった車輌は戦時型のKCY型トラックである。原型となるこのトラックは1943年（昭和18年）6月に試作が終了していたが、生産は4台で打ち切られていた
。
本車は鋼板製でボート形状に成形された車体を持ち、後輪駆動または四輪駆動のどちらかで運転することができた。機関部と底面は防水カバーされ、前部の左右に水切りが設けられている。タイヤにはフェンダーなどは付いていない。米軍の作成書類では、水上航走時には4輪とも動力から切り離して車体後部のスクリュープロペラを駆動させたが、その際、前輪を操向させることでこの舵を持たない車輌は左右旋回ができたと推測している。車体は防水が施され、自動車用としては破格の厚さである約5 mm厚の鋼板で作られていたが、装甲車両ではなく輸送用として設計されているため、小銃などの銃撃に耐えるものではないと判定された。また車輌後部にはヒンジで開くドアが設けられており、ここから貨物を積み卸しすることができた。
1943年（昭和18年）11月から1944年（昭和19年）8月まで198台が生産され、南方の島々で日本陸軍により運用された。ポンペイ島に廃車体が残されている。

## 関連書籍
- J F J Kuipers (1972). A History of Commercial Vehicles of the World. Lingfield, Oakwood Press. ISBN 978-0-85361-114-1. OCLC 660171